# Modulus cerodes
Modulus cerodes is een slakkensoort uit de familie van de Modulidae. De wetenschappelijke naam van de soort is voor het eerst geldig gepubliceerd in 1851 door A. Adams.